# Катеринівка (Сахновщинська селищна громада)
Катери́нівка — село в Україні, у Сахновщинській селищній громаді Берестинського району Харківської області. Населення становить 1108 осіб. Колишній орган місцевого самоврядування до 2020 року — Катеринівська сільська рада.
Після ліквідації Сахновщинського району 19 липня 2020 року село увійшло до Красноградського (Берестинського) району.

## Географія
Село Катеринівка знаходиться на відстані 4 км від річки Оріль (правий берег). На відстані 1 км знаходиться село Берестове. У селі бере початок Балка Кімличка.

## Економіка
- Молочно-товарна ферма.
- Сільськогосподарське ТОВ «Нарек».
- Приватне сільськогосподарське підприємство «ПРОМІНЬ».
- Фермерське господарство «БАГАЧКА».

## Об'єкти соціальної сфери
- Школа.
- Будинок культури.
- Фельдшерсько-акушерський пункт.